# Резник, Мария Павловна
Резник Мария Павловна (21 октября 1921, Марковка, Марковский район, Ворошиловградская обл., УССР — 6 октября 2011, Марковка, Марковский район, Луганская область, Украина) — трактористка колхоза им. Котовского Марковского района, Герой Социалистического Труда, дважды орденоносец, ветеран труда.

#### Биография
Мария Павловна родилась 21 октября 1921 года в многодетной семье. Её мама (Коротун Мария Павловна) овдовела в годы гражданской войны, на руках у женщины осталось двое дочерей. Вести хозяйство и растить детей ей одной было не под силу, поэтому она сошлась с вдовцом (Коротун Павел Дмитриевич), который имел четырёх малолетних сыновей. Из трёх дочерей, что появились на свет во вновь созданной семье, Мария была самой старшей. Всем членам семьи приходилось тяжело работать, чтобы прокормиться. 15-летнюю Марию причислили к звену пропольщиц, а уже через год она стала доить коров в колхозе им. Котовского.
15 февраля 1938 года вышла замуж за Резника Алексея Никитовича. Семейное счастье было коротким — молодой человек пропал без вести на фронте в июне 1943 г., оставив при этом двух сыновей: Василий Алексеевич Резник 1939 г., Александр Алексеевич Резник (17.03.1942 — 18.03.2012).
В 1943 году М. П. Резник влилась в коллектив трактористов — взялась за нелёгкий, неженский труд прицепщика. Зато здесь давали неплохой пайок. Материнским заботам женщина уделяла ночь — лишь тогда она была дома.
В 1949—1950 г.г. при Марковской машино-тракторной станции открылись курсы трактористов. Там молодая женщина в 1945 году под руководством Я. И. Кротька получила права на вождение.
Двадцать шесть лет Мария Павловна провела за рулём железного коня, который на первых порах и кабины не имел. В поле отправлялась ещё до рассвета, возвращалась оттуда поздно ночью. Даже обедала на ходу, потому что не любила терять зря время. Не каждый мужчина выдерживал её темп работы. Например, когда на скирдовании соломы дежурила трактористка Резник, на «перекур» выделялось всего несколько минут, зато скирда вырастала общим объёмом 100 тонн.
В середине 60-х годов прошлого века Марией Павловной был получен рекордный урожай кукурузы — приблизительно 50 ц/га! За такую результативность 23 июня 1966 года марковчанку удостоили звания Героя Социалистического Труда с вручением медали «Серп и молот» и ордена Ленина. В 1973 году М. П. Резник получила второй такой орден.
В 1969 году — почётный делегат II съезда колхозников Украины, в 1976 году — XXV съезда КПСС, была депутатом районной и сельской рады, заседателем областного и районного судов.Неоднократный победитель социалистических соревнований, мастер «Золотые руки».
В 1976 году вышла на заслуженный отдых. Но при этом продолжала следить за жизнью родной Марковки, особенно за сельскохозяйственными работами. Периодически оценивала пашню и хлебные поля, не ленилась выезжать в соседние районы с проверкой. И лишь в последние годы жизни из-за состояния здоровья не могла посещать поля, где провела большую часть жизни.

#### Награды
23 июня 1966 год — звание Героя Социалистического Труда с вручением Золотой Медали «Серп и молот» и орден Ленина
1 апреля 1970 год — юбилейная медаль «За доблестный труд. В ознаменование 100-летия со дня рождения Владимира Ильича Ленина»
8 декабря 1973 год — получение второго ордена Ленина
18 декабря 1973 год — знак «Победитель Социалистического Соревнования 1973 года»
10 октября 1974 год — знак «Мастер золотые руки»
3 октября 1975 год — знак «Мастер золотые руки»
16 декабря 1975 год — знак «Ударник девятой пятилетки»
17 декабря 1976 год — медаль «Ветеран труда»